# Ada (Voïvodine)
Pour les articles homonymes, voir Ada.
Ada (en serbe cyrillique : Ада ; en hongrois : Ada) est une ville et une municipalité de Serbie situées dans la province autonome de Voïvodine. Elles font partie du district du Banat septentrional. Au recensement de 2011, la ville comptait 9 464 habitants et la municipalité dont elle est le centre 16 785.

## Géographie
Ada est située au nord de la Serbie, à l'est de la région de la Bačka, dans une sous-région qui porte le nom de Potisje. La superficie de la municipalité d’Ada est de 22 768 ha, dont 20 000 ha de terres agricoles. À travers la municipalité passent la rivière Tisa et une petite rivière, le Budjak. Sur une longueur de 14 km, un lac artificiel a été créé sur la Tisa ; ce lac est destiné à l'irrigation.
La municipalité est entourée par celles de Senta, Čoka, Novi Bečej, Kikinda, Bečej et Bačka Topola.

## Histoire
Dans la région de l'actuelle ville d'Ada ont été mis au jour des objets en pierre, des armes et des poteries remontant au Néolithique et aujourd'hui conservés au musée municipal de Senta.
Les Romains passèrent dans la région, puis ce fut le tour des Huns et des Avars, accompagnés de tribus slaves ; de tous ces passages aucun vestige ne subsiste plus aujourd'hui. À la fin du IXe siècle, les Magyars (Hongrois) firent leur apparition dans la plaine pannonienne. Après l'invasion mongole qui détruisit les localités de la région de Potisje, le roi Béla IV de Hongrie pris possession de la région et, au cours des XIIIe au XIVe siècles, un certain nombre de villages furent fondés dans la région, majoritairement peuplés par des Hongrois ; ils portaient le nom de Asszoyfalva, Bánfalva, Peszé, etc. La région accueillit un premier peuplement de Serbes.

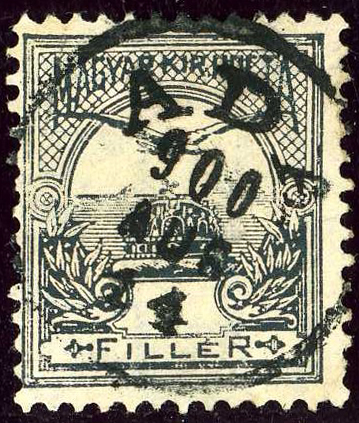
ADA sur un timbre du Royaume de Hongrie en 1900.

À l'époque de la présence ottomane, la région perdit une partie de sa population magyare, qui fut remplacée par des populations serbes. Le village de Petrina fut créé en 1694 et prit ensuite le nom de Petrovac ; en 1723, il fut nommé Ada-Hatta et fit partie de la Frontière militaire, une région sous contrôle de l'armée autrichienne destinée à défendre l'Autriche contre l'Empire ottoman. Ada étaient peuplée par des Serbes venus en Voïvodine au moment de la grande migration de 1690 conduite par le patriarche Arsenije III Čarnojević ; servant de garde-frontière, les Serbes bénéficiaient de larges privilèges de la part de la monarchie autrichienne.
En 1883, Ada obtint de la monarchie austro-hongroise le titre de ville et le droit d'avoir son propre blason. En 1889, la ville fut desservie par le chemin de fer ; en 1908 y fut installée la première centrale électrique et, en 1910, une première rue y fut éclairée par l'électricité.
En 1940, la communauté juive comptait 350 membres. La plupart des juifs sont assassinés pendant la Shoah par les Hongrois et par les Allemands soit 290 personnes,.
Après la Seconde Guerre mondiale, Ada connut un important essor dans les domaines de l'agriculture, de l'artisanat et de l'industrie.

## Localités de la municipalité d'Ada

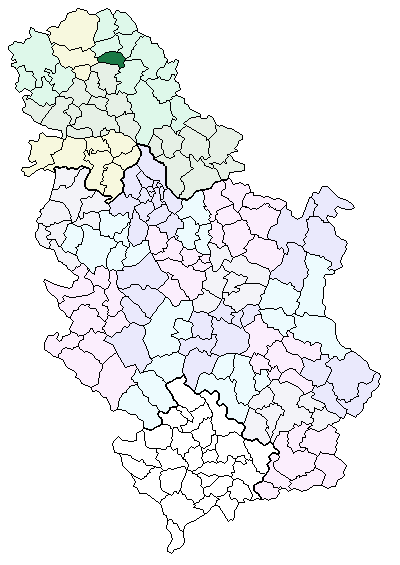
Localisation de la municipalité d'Ada en Serbie
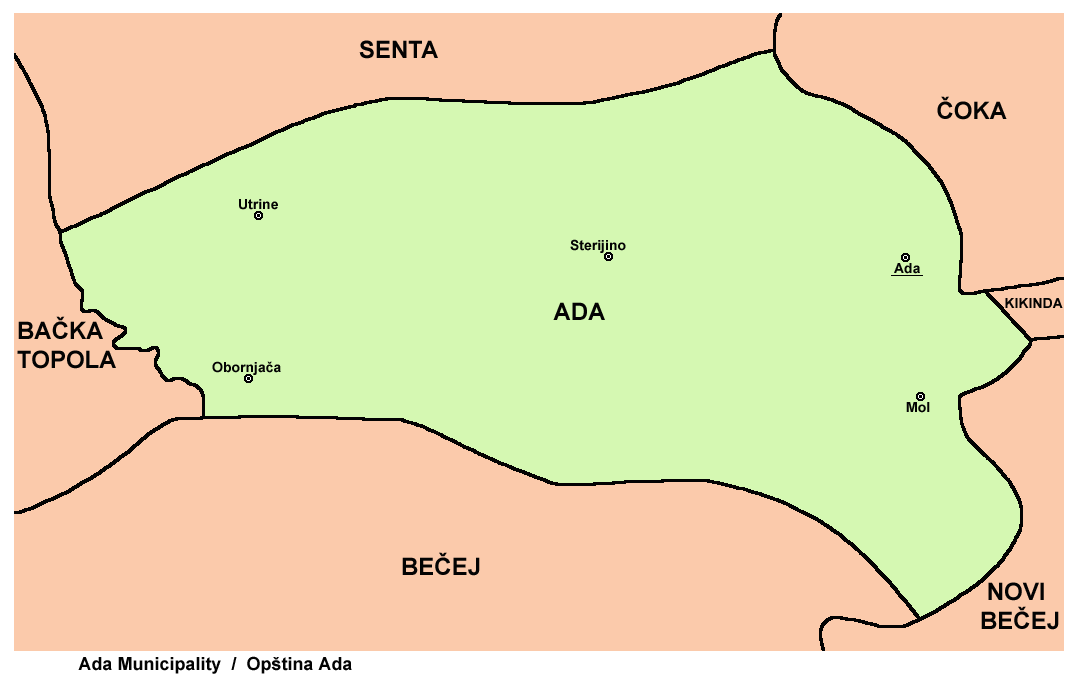
Localités de la municipalité d'Ada

La municipalité d'Ada compte cinq localités :
- Ada
- Mol (en hongrois : Mohol) - 7 786 habitants, au Sud d'Ada
- Obornjača (en hongrois : Völgypart-Nagyvölgy) - 389 habitants
- Sterijino (en hongrois : Valkaisor/Sterijino) - 234 habitants - 8 km au Nord d'Ada
- Utrine (en hongrois : Törökfalu) - 1 038 habitants

Ada et Mol sont officiellement classées parmi les « localités urbaines » (en serbe : градско насеље et gradsko naselje) ; les autres localités sont considérées comme des « villages » (село/selo).

## Démographie

### Ville

#### Évolution historique de la population dans la ville
| 1948   | 1953   | 1961   | 1971   | 1981   | 1991   | 2002   | 2011  |
| ------ | ------ | ------ | ------ | ------ | ------ | ------ | ----- |
| 10 800 | 10 935 | 11 472 | 12 347 | 12 331 | 12 078 | 10 547 | 9 464 |

### Municipalité

#### Répartition de la population par nationalités dans la municipalité (2002)
Toutes localités de la municipalité sont de peuplement hongrois.

## Politique

### Élections locales de 2008
À la suite des élections locales serbes de 2008, les 27 sièges de l'assemblée municipale d'Ada se répartissaient de la manière suivante :
| Parti                                                                   | Sièges |
| ----------------------------------------------------------------------- | ------ |
| Pour une municipalité européenne                                        | 10     |
| Coalition hongroise                                                     | 8      |
| Liste « La connaissance et l'expérience au service de la municipalité » | 6      |
| Parti démocratique de serbie                                            | 1      |
| Parti radical serbe                                                     | 2      |
| Liste « Alliance civique des Hongrois »                                 | 1      |

Bilicki Zoltán, membre du Parti démocratique du président Boris Tadić, qui conduisait la liste Pour une municipalité européenne, variante localité de la coalition Pour une Serbie européenne soutenue par Tadić, a été élu président (maire) de la municipalité,. Csonka Áron, membre de la Coalition hongroise d'István Pásztor, a été élu président de l'assemblée municipale, ; il est assisté d'un président adjoint en la personne de Világos Tibor.

### Élections locales de 2012
À la suite des élections locales serbes de 2012, les 27 sièges de l'assemblée municipale d'Ada se répartissaient de la manière suivante :
| Parti                                                               | Sièges |
| ------------------------------------------------------------------- | ------ |
| Un choix pour une vie meilleure                                     | 16     |
| Alliance des Magyars de Voïvodine                                   | 6      |
| Liste « Feco za uspešnu opštinu » - Régions unies de Serbie         | 4      |
| Donnons de l'élan à Mol et Ada (Parti progressiste serbe et alliés) | 2      |
| Communauté démocratique des Magyars de Voïvodine                    | 1      |

## Culture
Depuis 1860, « l’assemblée des lecteurs » joue un rôle important dans la vie culturelle. Autour de la bibliothèque sont organisées diverses manifestations théâtrales, musicales et artistiques.

## Économie
L’activité essentielle de la région est l'agriculture, la métallurgie et l’industrie textile.
Dans le domaine de la métallurgie, on peut citer des sociétés comme Termometal, qui fabrique des machines agricoles et des pièces de rechange pour ces machines, Sokoli-Potisje, qui fabrique des pièces pour des machines. Iba, créée en 1948 et privatisée en 2010, fabrique toutes sortes de pièces métalliques pour l'industrie réalisées par abrasion ; Litostroj Potisje fabrique des machines-outils et des pièces en fonte grise ; Potisje remont est une usine de réparation pour les pièces métalliques de l'industrie ; depuis 1980, Specijalka produit des pièces spéciales pour les machines industrielles. Parmi les autres sociétés métallurgiques de la ville, on peut citer Berko, qui a son siège à Mol, T-1 et Agromerkur.
L'industrie textile est représentée par de nombreuses sociétés, spécialisée notamment dans le tissage de la laine. Parmi ces sociétés, on peut citer Leonardo, Adanko, Ilhemtex, AdA Mod, TOBI & Co., Onicelli ou Gradl. La société BKG est une entreprise familiale établie en 1965 ; elle est spécialisée dans le traitement du cuir, avec lequel elle fabrique toutes sortes de sacs.

## Tourisme
L’église orthodoxe de Mol abrite de belles icônes.
L’église orthodoxe d'Ada a été construite dans le style moravo-byzantin ; elle est une fidèle copie de l’église Saint-Georges à Oplenac.
Mol et Ada possèdent aussi de belles églises catholiques.
Près de la rivière Budjak, se trouve un groupe de salas qui représentent une attraction ethnologique. Avec des moulins à vent et des arbres de plus de 150 ans, ces salas attirent de nombreux touristes. Le plus connu d'entre eux est le sala Nadjpal.

## Orlovaca
La source thermale d'Orlovaca est située près de Mol, réputée pour son eau et ses boues. En 1910 fut ouvert le « Bain d'Orlovaca » et, le 3 avril 1912, l’eau fut analysée par le Docteur Hanko Vilmos.
Composition de l’eau : Na, Ca, S, Mg, K, Al,
Mn, Fe, Si, Cl-, H+, acide carbonique, MgSO4, Na2SO4, NaCl.

## Personnalités
Le peintre serbe Novak Radonić (1826-1890) est né à Mol, sur le territoire de la municipalité d'Ada. L'écrivain, metteur en scène et académicien Pavle Ugrinov (1926-2007) est lui aussi originaire de Mol.
Le spécialiste d'entomologie agricole, de phytomédecine et académien Dušan Čamprag est né à Ada en 1925.

## Coopération internationale
Ada a signé des accords de partenariat avec les villes suivantes :
- Budapest (Hongrie)
- Makó (Hongrie)
- Inárcs (Hongrie)
- Nemesnádudvar (Hongrie)
- Joseni (Roumanie)
- Šabac (Serbie)

### Liens et externes
- (sr + hu + en) Site officiel de la municipalité d'Ada
- (en) Vue satellite de Ada sur fallingrain.com